# Timothy Abbott Conrad
Pour les articles homonymes, voir Conrad.
Timothy Abbott Conrad est un paléontologue et un géologue américain, né le 21 juin 1803 près de Trenton dans le New Jersey et mort le 9 août 1877 à Trenton.

## Biographie
Il étudie la science et l’histoire naturelle grâce à des précepteurs. Il assiste son père, Solomon White Conrad, dans son imprimerie jusqu’à la mort de celui-ci en 1831.
Il devient membre, en 1831, de l’Academy of Natural Sciences of Philadelphia et se spécialise sur les coquillages. Il fait alors carrière comme géologue et paléontologue pour le compte de l’État de New York.
Conrad est notamment l’auteur de American Marine Conchology, or Descriptions and Colored Figures of the Atlantic Coast (1831) et Fossil Shells of the Tertiary Formations of North America (1832).
Son opposition aux thèses évolutionnistes développées par Charles Darwin (1809-1882) a contribué à faire rapidement tomber dans l’oubli son œuvre. Il étudie notamment la paléontologie de l’État de New York.